# برونو كال
برونو كال هو موظف مدني وسياسي ألماني، ولد في 12 يوليو 1962 في إسن في ألمانيا. نشط حزبياً في الاتحاد الديمقراطي المسيحي.

## وصلات خارجية
- برونو كال على موقع IMDb (الإنجليزية)
- برونو كال على موقع مونزينجر (الألمانية)